# Romi Park
Romi Park (朴 璐美 Paku Romi?,  Edogawa, Tokio, Japón, 22 de enero de 1972) es una actriz, seiyū y cantante japonesa de ascendencia coreana. Se graduó de la Toho Gakuen School of Music y estudió coreano en el Instituto Coreano de la Universidad Yonsei de Literatura, en Corea del Sur. En la primera gala de los Seiyū Awards, Park ganó el premio a "Mejor personaje femenino principal" por su doblaje a Nana Osaki en Nana.
Entre sus trabajos más conocidos se destacan el de Edward Elric en Fullmetal Alchemist, Tōshirō Hitsugaya en Bleach, Nana Osaki en Nana, Zola en Blue Dragon, Natsume Hyūga en Gakuen Alice, Ren Tao en Shaman King, Temari en Naruto, Karasuba en Sekirei, Hange Zoë en Shingeki no Kyojin, Ragyo Kiryuuin en Kill la Kill y Ganta Igarashi en Deadman Wonderland. Sus papeles más conocidos son generalmente preadolescentes, duros y maduros, o adolescentes que a menudo son llamados prodigios en sus universos ficticios. Sus papeles femeninos también se ajustan al arquetipo de "dama dura/punk".

## Filmografía

### Anime
- 07 Ghost: Ouida
- Air Master: Maki Aikawa
- Akagami no Shirayukihime: Atri
- Amatsuki: Kuchiha
- Ashita no Nadja: Alan
- Black Cat: Elliot Lion
- Bleach: Tōshirō Hitsugaya
- Blood +: Clara
- Blue Dragon: Zola
- Brain Powerd: Kanan Gimosu
- Clannad After Story: Katsuki Shima
- Claymore: Teresa
- Digimon Adventure 02: Ken Ichijōji
- Dennō Coil: Haraken
- Devil May Cry: Elena Huston [Cap 06]
- Deadman Wonderland: Ganta Igarashi
- Digimon Frontier: Mole the Trailmon
- Doraemon:Zeusdesu Naida: Dark Claw
- Dragon Drive: Reiji Oozora
- Super Danganronpa 2: Akane Owari
- Eyeshield 21 (Jump Festa 2004): Kobayakawa Sena
- Fullmetal Alchemist: Edward Elric
- Fullmetal Alchemist: Brotherhood: Edward Elric
- Fairy Tail: "Daphne"
- Galaxy Angel: A (Tsuru)
- Gakuen Alice: Hyūga Natsume
- Garo: Honoo no Kokuin: Ema
- Sousei No Aquarion: Chloe & Kurt Klick
- Get Backers: Young Jubei Kakei
- .hack//Tasogare no udewa densetsu o .hack//Legend of the twiligth brazalet : Ouka
- He Is My Master: Seiichirō Nakabayashi
- Heion Sedai no Idaten-tachi: Hayato
- Hellsing: The Dawn: Walter C. Dornez
- Hetalia Axis Powers: Suiza
- Houseki no Kuni: Padparadscha
- Higepiyo: Higepiyo
- Hunter x Hunter 2011:  Pakunoda
- Innocent Venus: Hijin
- Itazura na Kiss:Yuuki Irie
- Kakeguruixx:"Rei Batsubami"
- Jyu Oh Sei: Karim
- Kaiba: Popo
- Kill la Kill Ragyo Kiryuin
- Kūchū Buranko: Ichirō Irobu niño
- Kuroshitsuji: Madam Red
- Kurozuka: Kuromitsu
- Lupin III Episode 0: First Contact: Elenor
- Majin Tantei Nōgami Neuro: X
- Major: Taiga Shimizu
- MapleStory: Giru
- Macross Zero: Katie
- Mazinger Z: Infinity: Barón Ashura
- Medaka Box: Myouri Unzen
- Mobile Suit Gundam SEED: Nicol Amarfi
- Mobile Suit Gundam SEED - Special Edition only; reprised in Super Robot Wars): Nicol Amalfi
- Mobile Suit Gundam 00: Regene Regetta
- Monkey Typhoon: Rarītomu
- Murder Princess: Falis (Alita)
- Mythical Detective Loki Ragnarok: Heimdall/Kazumi Higashiyama
- My Hero Academia: Star and Stripe
- Nana: Nana Osaki
- Naruto: Temari
- New Fist of the North Star: Bista/Dōha
- Ninja Scroll: The Series: Tsubute
- Oh! Edo rocket: O-ise
- Oh My Goddess!: Sentarō Kawanishi
- One Piece: Madam Shyarly
- Onihei Hankachō: Omasa
- Ojamajo Doremi Sharp: Majoran
- Ojamajo Doremi Dokkān: Majoran y Baba
- Pecola: Rabisan
- Persona 4 The Animation: Naoto Shirogane
- Platinum End: Ogaro
- Pokémon: Celebi
- Pokémon Zoroark
- Princess Princess: Shihoudani Yuujirou
- RahXephon: Makoto Isshiki (niño)
- Radiant: Alma
- Rainbow nisha rokubou no shichinin: Suppon/Maeda Noboru
- RDG: Red Data Girl: Suzuhara Yukariko
- Samurai 7: Katsushiro Okamoto
- Sengoku Basara: Uesugi Kenshin
- Sekirei: Karasuba
- Shaman King: Ren Tao
- Shingeki no Kyojin: Hange Zoë
- Shion no Ō: Saito Ayumi
- Superior Defender Gundam Force: Shute
- Stellvia of the Universe: Najima Gebour y Masato Katase
- Suteki Tantei Labyrinth: Kōta Koga
- Tenchi Muyo! GXP: Kyo Komachi
- The Book of Bantorra ( Hamyuts Meseta )
- The Law of Ueki: Kosuke Ueki
- Turn A Gundam: Loran Cehack
- Toriko Komatsu
- Vanitas no Carte: Vanitas de la Luna Azul
- Vladlove Chihiro Chimatsuri
- Yami to Bōshi to Hon no Tabibito: Gargantua
- Yes! PreCure 5 GoGo!: Syrup
- Zaion: I Wish You Were Here: Tao
- Zegapain: Mao Lu-Shen
- Zetman: Jin Kanzaki (Joven)

### Videojuegos
- Bleach(todos) - Toshiro Hitsugaya
- Bleach: Blade Battlers
- Bleach: Blade Battlers 2
- Bleach: Heat the Soul 2
- Bleach: Heat the Soul 3
- Bleach: Heat the Soul 4
- Bleach: Heat the Soul 5
- Bleach: Heat the Soul 6
- Bleach Wii: Hakujin Kirameku Rondo
- Brave Story: New Traveler - Mitsuru
- Clannad - Katsuki Shima
- Dissidia: Final Fantasy - Zidane Tribal
- Dissidia: Final Fantasy Opera Omnia - Zidane Tribal
- Dissidia: Final Fantasy NT - Zidane tribal
- Guardian Tales - Caballera (Mujer)
- GioGio's Bizarre Adventure - Giorno Giovanna
- JoJo's Bizarre Adventure: All Star Battle - Koichi Hirose
- JoJo's Bizarre Adventure: Eyes of Heaven - Koichi Hirose
- Kameo: Elements of Power - Kameo
- League of Legends - Shyvana
- Lord of Heroes - Helga
- Mobile Suit Gundam SEED series / SD Gundam G Generation series - Nicol Amarfi
- Naruto: Narutimate Hero 3 - Temari
- Metal Gear Rising: Revengeance - Mistral
- Persona 4 - Naoto Shirogane
- Phantasy Star Universe - Tonnio Rhima
- Rune Factory: A Fantasy Harvest Moon - Raguna
- Rune Factory Frontier - Raguna
- Sengoku Basara - Uesugi Kenshin
- Shining Force EXA - Toma
- Shikigami no Shiro - Kim Mihee
- Soulcalibur Legends - Iska
- Suikoden Tierkreis - Chrodechild
- Suikoden Tactics - Kyril
- Super Robot Wars - Loran Cehack, Nicol Amarfi
- Ueki no Hōsoku: Taosu Zeroberuto Jūdan!! - Kousuke Ueki

### OVAs
- Onihei: Sono Otoko, Heizou Hasegawa - Omasa

### Drama CD
- Blaue Rosen - Misaki Doujima
- Bleach: this light i see - Tōshirō Hitsugaya
- Bleach: Hanatarou's Lost Item - Tōshirō Hitsugaya
- Bleach: The Night Before the Confusion - Tōshirō Hitsugaya
- Bokutashi ni aru mono
- Gakuen Alice - Natsume Hyuuga
- Kimi to Boku - Kirik
- The Law of Ueki: The Law of Drama - Kousuke Ueki
- The Law of Ueki: The Law of Radio - Kousuke Ueki
- Amatsuki - Kuchiha
- Digimon Adventure 02: Michi e no Armor Shinka - Ken Ichijouji
- Digimon Adventure 02: Original Story, Summer 2003, Spring Sunlight (Haru no Hizashi) Track - Ken Ichijouji
- Number - Toneriko Furoribanda
- shamang king: jiri-ren tao
- shamang king: ryuuoru-ren tao

### Tokusatsu
- Kishiryū Sentai Ryūsoulger: Pricious y Eras
- Samurai Sentai Shinkenger: Dayu Usukawa, Usuyuki
- Kodai Shōjo Doguchan: Dokigoro
- Avataro Sentai Donbrothers: Ryuko no Geki

### Doblaje japonés
- Barbie rara en Barbie
- Hada madrina en Cinderella (versión Disney+)
- Oblina en Aaahh!!! Real Monsters
- Rayne en BloodRayne
- Gerald en ¡Oye, Arnold! La película
- Paula Small, Perry en Home Movies
- Juana de Arco (Milla Jovovich) en The Messenger: The Story of Joan of Arc
- Laguna en Rune Factory: A Fantasy Harvest Moon
- Libby en Sabrina, the Teenage Witch
- Akasha en La reina de los condenados
- Alex Munday (Lucy Liu) en Los ángeles de Charlie
- Finn en Adventure Time
- Godínez (Horacio Gómez Bolaños) en El Chavo del 8
- Shin en Cowboy Bebop (live-action)
- Cinderella en Cinderella